# Martijn Plessers
Martijn Plessers (Norderstedt, 10 maart 1987) is een Belgisch voetballer, spelend bij KVV Zwaluwen Olmen. Hij speelde sinds 2004 in de eerste ploeg van KVSK en werd in januari 2006 even uitgeleend aan vierdeklasser Patro Eisden. In zijn jeugd speelde Plessers bij Lindelhoeven VV en KVV Overpelt Fabriek. Zijn positie is rechtermiddenvelder. In 2008 verliet hij KVSK United en ging aan de slag bij Verbroedering Meerhout. Hierna speelde hij nog voor Tempo Overijse, SV Herkol en KVV Zwaluwen Olmen. Martijn is de zoon van Gerard Plessers.